# Oberea andamanica
Oberea andamanica är en skalbaggsart som beskrevs av Stefan von Breuning 1962. Oberea andamanica ingår i släktet Oberea och familjen långhorningar. Inga underarter finns listade i Catalogue of Life.